# Американський той-фокс-тер'єр
Той-фокстер'єр, або американський той-фокстер'єр (англ. toy fox terrier), — порода маленьких декоративних собак типу тер'єр, виведена на основі дрібних гладкошерстих фокстер'єрів. Породу було офіційно визнано в США в 1936 році. Собаці значною мірою притаманні вади, характерні для карликових порід. Собака добре складена, атлетичного вигляду, квадратного формату, з хорошими пропорціями тіла.

## Історія породи
За однією з версій, походження породи починається з гладкошерстого фокстер'єра на ім'я Фойлер — першого фокстер'єра, зареєстрованого Англійським клубом собаківництва приблизно в 1875-1876 рр. Згідно іншої версії, порода являє собою суміш декількох порід — англійського той-тер'єра, чихуахуа, гладкошерстого фокстер'єра. Кращі якості цих порід з'єдналися в породі той-фокстер'єр.
Порода сформувалася на початку ХХ століття, але офіційно була визнана американським Об'єднаним кінологічним клубом (UKC) в 1936 і віднесена до групи тер'єрів. Американський клуб собаківництва (AKC) визнав породу в 2003 році (група «той»).

## Зовнішній вигляд
Той-фокстер'єр — мініатюрна собака атлетичного вигляду з розвиненою мускулатурою на сильних ногах. Демонструє як грацію і спритність, так і силу з витривалістю. Характерною рисою є коротка блискуча і переважно біла шерсть. Хвіст високо посаджений, може бути коротким або довгим. Заводчики часто обрізають хвіст через кілька днів після народження, вкорочуючи його приблизно на три п'ятих частини (в третьому або четвертому хребці). Шерсть коротка. В забарвленні переважає білий колір. Голова глянцево-чорного та з відтінками коричневого в області морди. Також існує біло-коричнева з підпалом і біло-руда масть. Варіанти забарвлення за стандартом мають назви «триколор», «шоколад» та «біло-рудий». Висота в холці коливається від 21,5 до 29,2 см, вага — від 1,5 до 3,5 кг.
Порода багато в чому подібна до мініатюрного фокстер'єра.

## Темперамент
Той-фокстер'єрам властиві риси характеру як декоративних собак, так і тер'єрів. Порода має проникливий розум, виявляє хоробрість, енергійна і рішуча. З огляду на її походження зокрема від маленьких порід собак, характерні невеликий розмір і відданість своїм власникам. Ці собаки уважні і пристосовуються практично до будь-якої ситуації, швидко навчаються новим командам, їх нелегко залякати.
Той-фокстер'єр — собака-компаньйон. Дуже підходить для літніх людей, оскільки догляд за ними нескладний, шерсть не вимагає додаткової уваги і витрат часу. Представники цієї породи не схильні дуже голосно гавкати, якщо цього навчити.

## Здоров'я
Той-фокстер'єр чутливий до холоду, тому необхідно стежити, щоб собака не переохолоджувалася. Рекомендована ретельна акліматизація.
Важливо правильно підібрати раціон, оскільки порода схильна до прояву алергії, яку можуть викликати, наприклад, буряк, кукурудза, пшениця, а також укуси комах.
Серед спадкових захворювань можливі гіпотиреоз, дефект Т-клітин (підвищена сприйнятливість до інфекцій, особливо до вірусних), вивих атланто-осьового суглоба (результат зміщення або відділення хребетного стовпа між атлантом і осьовим хребцем), вузькокутна глаукома, вивих кришталика ока, персистуюча зрачкова перетинка (дисгенез мезодермальний), трихіазис (ненормальне розташування вій на повіках). Іноді можуть страждати хворобою Пертеса, хворобою Віллебранда, вивихом колінної чашечки, демодекозом. Тривалість життя складає приблизно 13-14 років за належного догляду.

## Утримання та догляд
Той-фокстер'єр не вимагає особливого догляду, достатньо іноді чистити і розчісувати шерсть. Для нього важливі тривалі рухливі прогулянки  . Якщо на вулиці дощ або сильний холод — довго гуляти небажано. Деякі заводчики купують своїм вихованцям спеціальні зимові пальто, щоб собака не промерзла.
У їжі невибагливий, їсть небагато.
Для запобігання утворення зубного каменю, який може призвести до пародонтозу, рекомендується давати той-фокстер'єру дента-кістки чи іграшки для жування, також важливо регулярно чистити собаці зуби.
Така порода собаки потребує ранньої соціалізації. Важливо з самого дитинства показувати вихованцеві без грубості і сили, хто в сім'ї ватажок, тоді собака звикне до дотримання необхідних правил поведінки.